# Ecsenius sellifer
Ecsenius sellifer és una espècie de peix de la família dels blènnids i de l'ordre dels perciformes.

## Morfologia
- Els mascles poden assolir 4,1 cm de longitud total.[1]

## Reproducció
És ovípar.

## Hàbitat
És un peix marí de clima tropical i associat als esculls de corall que viu fins als 6 m de fondària.

## Distribució geogràfica
Es troba a la República de Palau, Papua Nova Guinea i Salomó.